# 高燮明
高燮明（1922年2月—2000年10月9日），安徽桐城人，中华人民共和国政治人物、军人，曾任贵池县人民政府县长。

## 简介

### 早年经历
高燮明是安徽省桐城县人，原名高秀山，1922年出生于贵池县阮桥乡天然村一个地主家庭。他自幼聪明、讲究义气，很受邻里欢迎。
17岁时，因不满当地一名吴姓地主的不法行为，高秀山同地主争吵。为躲避纠纷，高秀山的父亲将他带回桐城，在当地的一所中学读书，知道1942年（民国31年）才回到贵池出生地开办私塾并行医。
1942年初冬，一名中共党员的病被高秀山治愈。他劝说高秀山从事革命工作。不久，高秀山加入新四军。当时贵池县全境属于汪精卫政权控制，高秀山因铲除叛变分子被当地乡公所抓捕，不久被解救。高秀山从此改名为高燮明，继续从事革命工作。
1947年3月，高燮明加入中国共产党。

### 工作后经历
1947年7月临朐战役中，高燮明的左腿因被国军炮弹击中而致残。因此，同年11月，他被安排到一军校休养、学习，1949年担任书记。
1950年3月，高燮明退役。不久任池州专署之民政员。1952年，担任桃坡区人民政府区长。1953年，任贵池县副县长。1955年2月，任贵池县人民政府县长。
1954年夏，长江洪水，贵池沿江各乡镇均受灾，所以高燮明上任后，大兴水利，贵池沿江地区从此不受洪灾侵袭。1958年，因反对“大跃进”，被打成“右派”，直到1962年9月才恢复工作。
1978年，调任池州地区血吸虫病预防领导小组办公室主任。1983年3月，任安庆地区行政公署顾问。1984年12月退休。

### 退休后经历
1985年初，贵池县池州镇人民政府为他安排住所。2000年10月9日去世，享年78岁。

## 评价
高燮明严于律已、事事躬行，1960年，他将自己身患残疾的妻儿从池州镇送至贵池县南部山区支援当地农业。
高燮明清正廉洁，生活俭朴。临终时遗物仅有一只手表。